# Legge russa sulla propaganda gay
La legge federale russa "per lo scopo di proteggere i minori dalle informazioni che promuovono la negazione dei valori tradizionali della famiglia", nota poi come "legge russa sulla propaganda gay" o "legge anti-gay", è una legge approvata all'unanimità dalla Duma di Stato l'11 giugno 2013 (un solo deputato si è astenuto - Il'ja Ponomarëv), per poi venire promulgata dal presidente Vladimir Putin il 30 giugno 2013 e rafforzata nel 2022.
Lo scopo dichiarato del governo russo per la legge era quello di proteggere i minori dall'essere esposti all'omonormatività (l'idea che presenta l'omosessualità come una questione normale nella società) con l'argomento che essa contraddice i valori tradizionali della famiglia. Lo statuto modificava la legge sulla protezione dell'infanzia del Paese e il Codice della Federazione russa sugli illeciti amministrativi. Essa rendeva il distribuire la "propaganda dei rapporti sessuali non tradizionali" tra i minori, un reato punibile con delle ammende. Questa definizione includeva materiali che "suscitano interesse in" tali relazioni; far sì che i minori "formino predisposizioni sessuali non tradizionali"; o "[presentare] idee distorte sull'eguale valore sociale delle relazioni sessuali tradizionali e non tradizionali". Successivamente è stata ampliata a tutti i cittadini russi indipendentemente dall'età.
Per il sostegno alla legge il Cremlino si appellò all'estrema destra nazionalista russa, ma ottenne ampio consenso in tutto il popolo russo. La legge è stata condannata dalla Commissione di Venezia del Consiglio d'Europa (di cui la Russia è membro), dal Comitato delle Nazioni Unite sui diritti dell'infanzia e da gruppi per i diritti umani, come Amnesty International e Human Rights Watch. Lo statuto, in particolare, è stato criticato per la sua formulazione ampia e ambigua (compreso il già citato "interesse per" e "tra i minori"), che molti critici hanno definito un divieto effettivo di promuovere pubblicamente i diritti e la cultura della comunità LGBT. La legge è stata anche criticata per aver portato a un aumento della violenza omofobica e una giustificazione di Stato per perpetrarla.

## Contesto

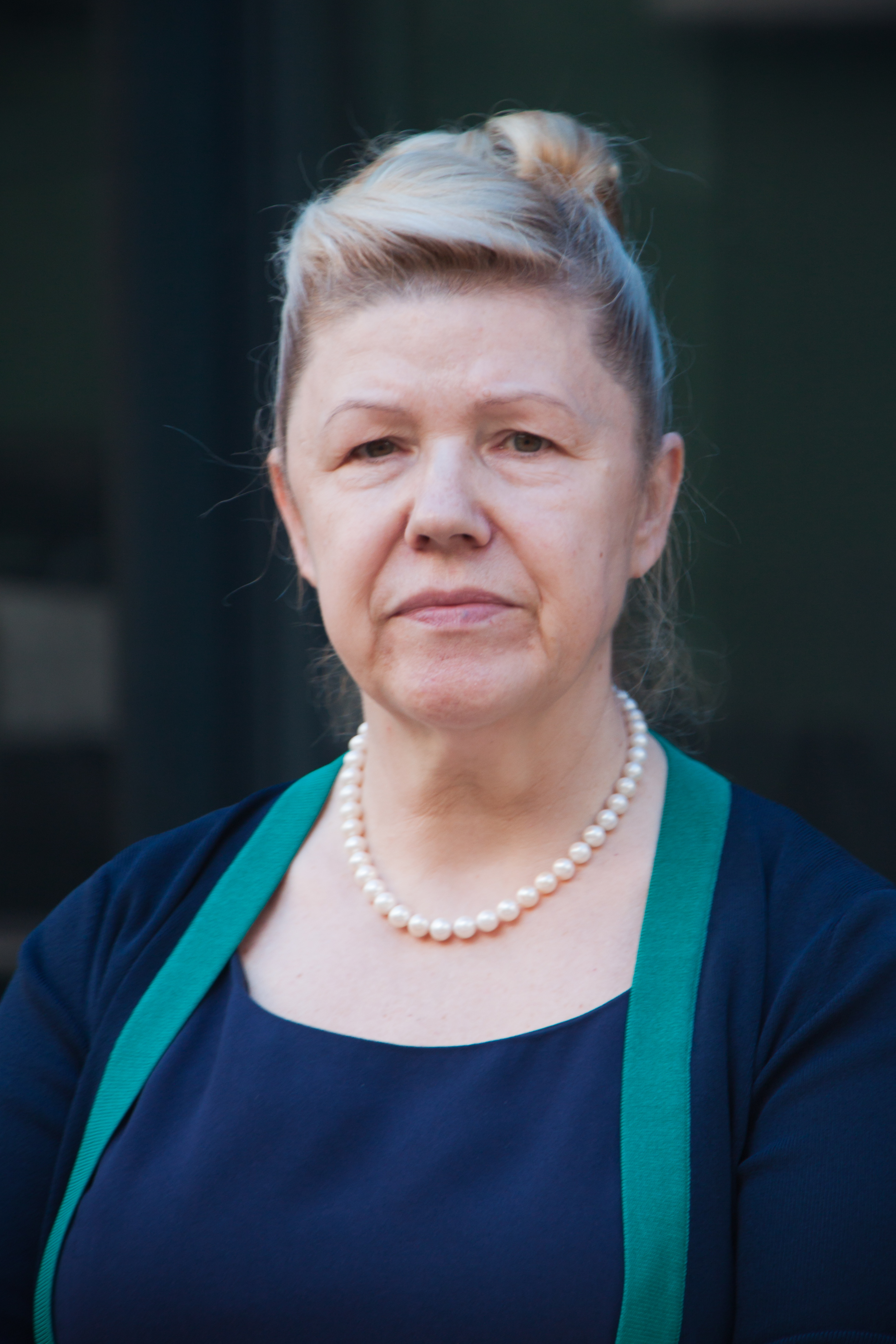
Elena Mizulina, autrice della legge

Nonostante il fatto che le città di Mosca e San Pietroburgo siano considerate luoghi con fiorenti comunità LGBT, dal 2006 nacque una crescente opposizione ai diritti gay tra i politici russi. La città di Mosca si è attivamente rifiutata di autorizzare le parate dell'orgoglio gay e l'ex sindaco della città, Yuri Luzhkov, ha sostenuto il rifiuto della città di autorizzare questi eventi descrivendoli come "satanici" e incolpando gruppi occidentali di diffondere "questo tipo di illuminazione" nel paese. Il membro del parlamento della Russia, Alexander Chuev, si è opposto ai diritti degli omosessuali e tentò di introdurre una simile legge di "propaganda" nel 2007. In risposta, l'importante attivista per i diritti LGBT e il fondatore del Moscow Pride Nikolay Alexeyev ha fatto coming out a Chuev nel talk show televisivo барьеру!
Nel 2010, la Russia è stata multata dalla Corte europea dei diritti dell'uomo per aver discriminato i gay rifiutandosi di approvare i Gay Pride. Nel marzo 2012 un giudice russo ha bloccato la creazione di una Casa del Pride a Soči per le Olimpiadi invernali 2014, stabilendo che avrebbe "minato la sicurezza della società russa" e che sarebbe stata in contraddizione con la moralità e le politiche pubbliche "nel settore della famiglia, della maternità e nella protezione dell'infanzia". Nell'agosto 2012, Mosca ha confermato una sentenza che blocca le richieste del Moscow Pride per 100 anni, citando la possibilità di disordini pubblici.
Il disegno di legge "Sulla protezione dei bambini dalle informazioni dannose per la loro salute e lo sviluppo" ha introdotto leggi che vietano la distribuzione di materiale "nocivo" tra i minori. Questo include contenuti che "possono suscitare paura, orrore o panico nei bambini" tra minori, pornografia, insieme a materiali che glorificano la violenza, attività illecite, abuso di sostanze o autolesionismo. Una modifica della legge approvata nel 2012 ha istituito un sistema obbligatorio di classificazione dei contenuti per materiale distribuito attraverso una "rete di informazione e telecomunicazione" (che copre la televisione e Internet) e ha stabilito una lista nera per censurare siti web che contengono pornografia infantile o contenuti che glorificano l'abuso di droghe e suicidio.
L'emendamento del 2013, che aggiungeva la "propaganda delle relazioni sessuali non tradizionali" come una categoria di contenuti dannosi ai sensi della legge, secondo il governo della Russia, intendeva proteggere i bambini dall'essere esposti a contenuti che ritengono l'omosessualità come un "comportamento normale". L'accento è stato posto sull'obiettivo di proteggere i valori "tradizionali" della famiglia; la scrittrice di banconote Yelena Mizulina (presidente del comitato per la famiglia, le donne e i bambini della Duma, che alcuni definiscono "crociata morale"), sosteneva che le relazioni "tradizionali" tra un uomo e una donna richiedevano una protezione speciale sotto il regime russo. L'emendamento si estese anche a leggi simili emanate da diverse regioni russe, tra cui Ryazan, Arkhangelsk (che abrogò la sua legge poco dopo l'entrata in vigore della versione federale) e San Pietroburgo.
Mark Gevisser scrive che il sostegno del Cremlino alla legge rifletteva una "drammatica inclinazione verso l'omofobia" in Russia, "iniziata negli anni precedenti al passaggio della legge". Gevisser scrive anche che il passaggio della legge ha permesso al governo russo di trovare "terreno comune" con l'estrema destra nazionalista, e si appella anche ai molti russi che vedono "l'omosessualità come un segno della decadenza in un'era globalizzata". "Molti russi sentono di potersi stabilizzare contro questo tsunami culturale rivendicando "valori tradizionali, di cui il rifiuto dell'omosessualità è la stenografia più semplice, un messaggio particolarmente adatto per un governo che desidera mobilitarsi contro il declino demografico (senza figli gli omosessuali sono cattivi) e per la Chiesa ortodossa russa (gli omosessuali con i bambini sono cattivi)."
Nel 2022, durante il conflitto russo-ucraino, la legge è stata ampliata comprendendo tutte le opere russe indipendentemente dall'età del pubblico di riferimento.

## Contenuto
L'articolo 1 della proposta di legge è stato modificato per la protezione dei bambini dalle informazioni dannose per la loro salute e lo sviluppo con una disposizione che classifica la "propaganda delle relazioni sessuali non tradizionali" come un insieme di materiali che non devono essere distribuiti tra i minori. Il termine è definito come materiali che "mirano a indurre i minori a formare predisposizioni sessuali non tradizionali, nozioni di attrattiva dei rapporti sessuali non tradizionali, idee distorte sull'eguale valore sociale delle relazioni sessuali tradizionali e non tradizionali, o imporre informazioni su relazioni sessuali non tradizionali che suscitano interesse in tali rapporti nella misura in cui tali atti non costituiscono un illecito penale". L'articolo 2 introduce emendamenti simili "Sulle garanzie di base per i diritti dei minori nella Federazione russa", che impongono al governo di proteggere i bambini da tale materiale.
L'articolo 3 del disegno di legge ha modificato il Codice della Federazione russa sugli illeciti amministrativi con l'articolo 6.21, che prescrive sanzioni per le violazioni del divieto di propaganda: i cittadini russi riconosciuti colpevoli possono ricevere multe fino a 5.000 rubli, e i funzionari pubblici possono ricevere multe fino a 50.000 rubli. Organizzazioni o imprese possono essere multate fino a 1 milione di rubli ed essere costrette a cessare le operazioni fino a 90 giorni. Gli stranieri possono essere arrestati e detenuti fino a 15 giorni per poi essere espulsi o multati fino a 5.000 rubli e deportati. Le multe per gli individui sono molto più alte se il reato è stato commesso usando i mass media o internet.

## Reazioni

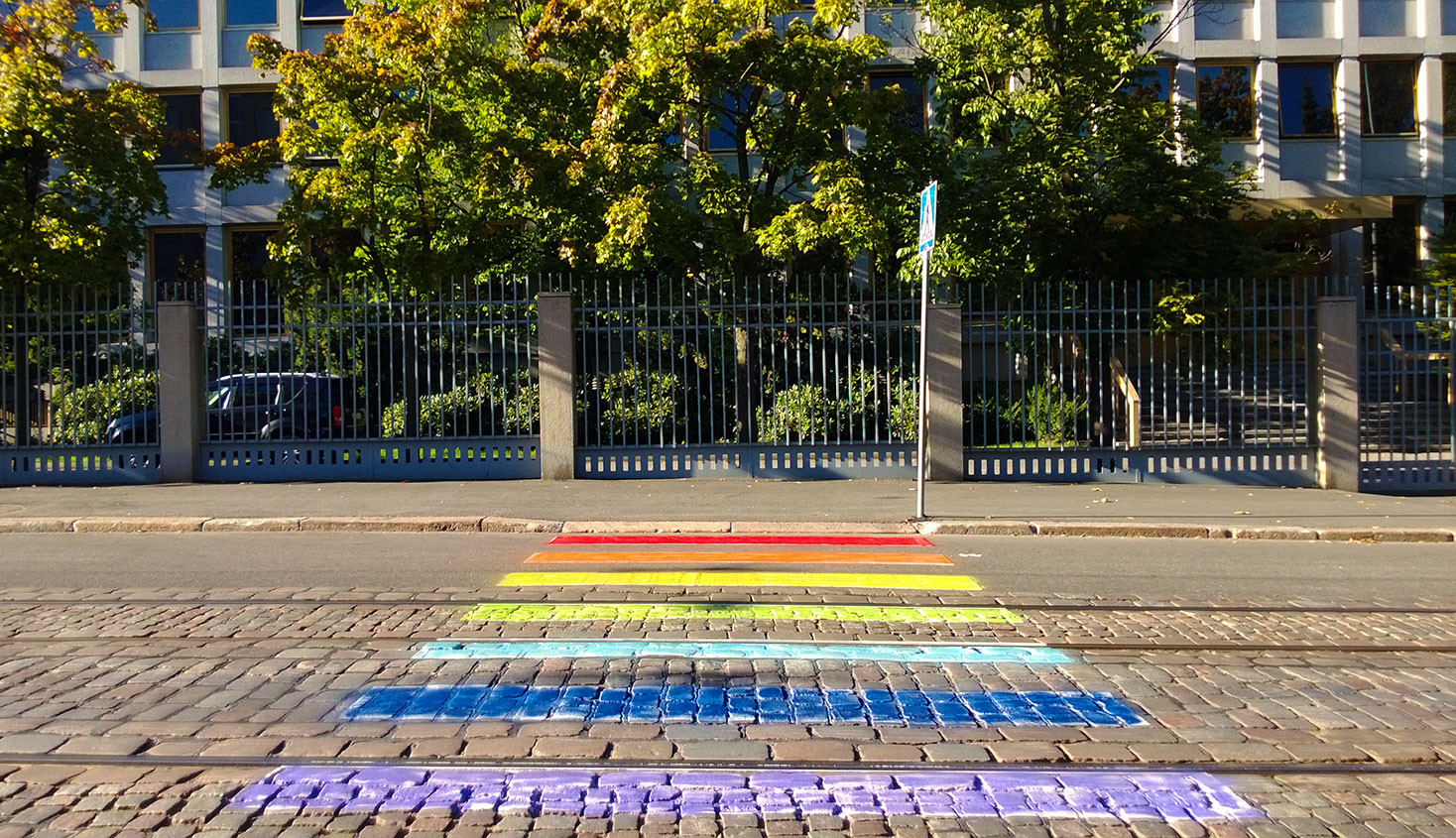
Gli attivisti hanno dipinto il marciapiede pedonale davanti all'ambasciata russa in Finlandia con i colori dell'arcobaleno per protestare contro la legislazione anti-LGBT della Russia.

Secondo un sondaggio condotto nel giugno 2013 dal Centro russo per lo studio dell'opinione pubblica (noto anche come VTsIOM), almeno il 90% dei russi intervistati era a favore della legge. Più di 100 gruppi conservatori in tutto il mondo hanno firmato una petizione a sostegno della legge, con Larry Jacobs, direttore del World Congress of Families, a sostegno del suo obiettivo di "proibire la difesa mirata a coinvolgere minori in uno stile di vita che metterebbe in pericolo la loro salute fisica e morale". Il presidente della Russia Vladimir Putin ha risposto alle prime obiezioni al disegno di legge allora proposto nell'aprile 2013 affermando che: "voglio che tutti capiscano che in Russia non ci sono violazioni dei diritti delle minoranze sessuali, sono persone, proprio come tutti gli altri, e godono di pieni diritti e libertà". Ha continuato dicendo che intendeva firmare la legge perché il popolo russo lo richiedeva. Putin ha anche detto che era preoccupato per il basso tasso di natalità della Russia, poiché le relazioni tra persone dello stesso sesso non producono figli. Nell'agosto 2013, il ministro dello sport russo Vitaly Mutko ha anche difeso la legge dicendo che era come proteggere i bambini dal contenuto che glorifica l'abuso di alcool o la tossicodipendenza. Ha anche sostenuto che la polemica sulla legge e i suoi effetti è stata "inventata" dai "media occidentali".

### Critica
L'approvazione della legge è stata accolta con una forte reazione internazionale, specialmente dal mondo occidentale, poiché i critici lo hanno considerato un tentativo di vietare efficacemente la promozione dei diritti e della cultura LGBT nel paese. Si contestava l'intento dichiarato della legge e che molti dei termini usati all'interno erano troppo ambigui, come i summenzionati "rapporti sessuali non tradizionali" e "suscitano interesse". Potrebbe applicarsi a qualsiasi informazione riguardante l'orientamento sessuale o l'identità di genere che non si adatta a ciò che lo Stato considera in linea con la "tradizione". Anche il termine "tra minorenni" è stato criticato come ambiguo, dal momento che non è chiaro se si riferisca al fatto di essere in presenza di minori o di qualsiasi luogo in cui possano essere presenti minori. Sostenevano che predire la presenza di bambini in qualsiasi spazio, on-line o off-line, è del tutto impossibile ed è una variabile che il proponente di qualsiasi espressione raramente avrà un assoluto controllo".
La legge è stata condannata dalla Commissione di Venezia del Consiglio d'Europa (di cui la Russia è membro), dal Comitato delle Nazioni Unite sui diritti dell'infanzia e da gruppi per i diritti umani come Amnesty International e Human Rights Watch. L'allora segretario generale delle Nazioni Unite Ban Ki-moon ha indirettamente criticato la legge.
Attivisti per i diritti LGBT, attivisti per i diritti umani e altri critici hanno affermato che l'ampia e vaga formulazione della legge, che è stata definita come un divieto alla "propaganda gay" dai media, ha reso un crimine rendere pubbliche dichiarazioni o distribuire materiali a sostegno dei diritti LGBT, tenere sfilate di orgoglio o dimostrazioni simili, affermare che le relazioni gay sono uguali alle relazioni eterosessuali o, secondo Chad Griffin, presidente della Human Rights Campaign (HRC), mostrare simboli LGBT come la bandiera arcobaleno o baciare un partner omosessuale in pubblico. Il primo arresto compiuto sotto la legge riguardava una persona che protestava pubblicamente con un cartello contenente un messaggio pro-LGBT.
Secondo le statistiche, la legislazione ha portato a un aumento delle violenze contro le persone LGBT in Russia. Il presidente della rete LGBT russa Igor Kochetkov ha sostenuto che la legge "[ha] essenzialmente legalizzato la violenza contro le persone LGBT, perché i gruppi di teppisti giustificano le loro azioni con queste leggi", sostenute dalla loro convinzione che gay e lesbiche non sono "valutati come gruppo sociale" dal governo federale. I rapporti sono emersi dalle attività di gruppi come "Occupy Pedophilia" e "Parents of Russia", che hanno attirato presunti "pedofili" in "date" in cui sono stati torturati e umiliati. Nell'agosto 2013 è stato riferito che un adolescente gay è stato rapito, torturato e ucciso da un gruppo di neonazisti russi.
Nel gennaio 2014, una lettera, scritta dal chimico Sir Harry Kroto e dall'attore Sir Ian McKellen e co-firmata da 27 premi Nobel nel campo della scienza e delle arti, è stata inviata a Vladimir Putin, invitandolo a revocare la legge sulla propaganda perché "inibisce la libertà delle comunità LGBT locali ed estere". Nel febbraio 2014, il gruppo attivista Queer Nation ha annunciato una protesta programmata a New York al di fuori del consolato russo il 6 febbraio 2014, in coincidenza con le cerimonie di apertura delle Olimpiadi invernali 2014. Lo stesso giorno, il gruppo per i diritti gay All Out ha coordinato allo stesso modo le proteste in tutto il mondo a Londra, New York, Parigi e Rio de Janeiro. L'8 febbraio 2014 a Cambridge, in Inghilterra, si è tenuto un flash mob in cui coppie dello stesso sesso si abbracciavano e abbracciavano, come parte di un progetto video noto come "Dalla Russia con amore".
La rivista LGBT The Advocate ha descritto la legge come una criminalizzazione di "qualsiasi discussione positiva su persone LGBT o problemi nei forum che potrebbero essere accessibili ai minori". In pratica, la legge ha dato alla polizia una licenza ampia per interpretare quasi ogni menzione di essere LGBT - se pronunciato, stampato o manifestato sventolando una bandiera arcobaleno - come una giusta causa per arrestare le persone LGBT". Il Dipartimento di Stato americano nel suo rapporto sui diritti umani del 2013 in Russia ha preso atto del chiarimento da Roskomnadzor (il servizio federale russo per la supervisione nella sfera delle telecomunicazioni, delle tecnologie dell'informazione e delle comunicazioni di massa) secondo cui la "propaganda gay" vietata dalla legge include materiali riguardo "l'approvare direttamente o indirettamente persone che hanno rapporti sessuali non tradizionali." Una coppia intervistata da Fry ha detto: "Certo che abbiamo paura perché non sappiamo davvero cosa succederà nel Paese... Non sai se ti possono incarcerare domani per qualcosa o no". Fry ha anche intervistato il politico Vitaly Milonov, l'originale sostenitore della legge, i cui tentativi di difenderlo sono stati fortemente criticati; Milonov ha definito Fry come "malato" in un'intervista in cui ha anche confrontato l'omosessualità con la bestialità.

### Proteste

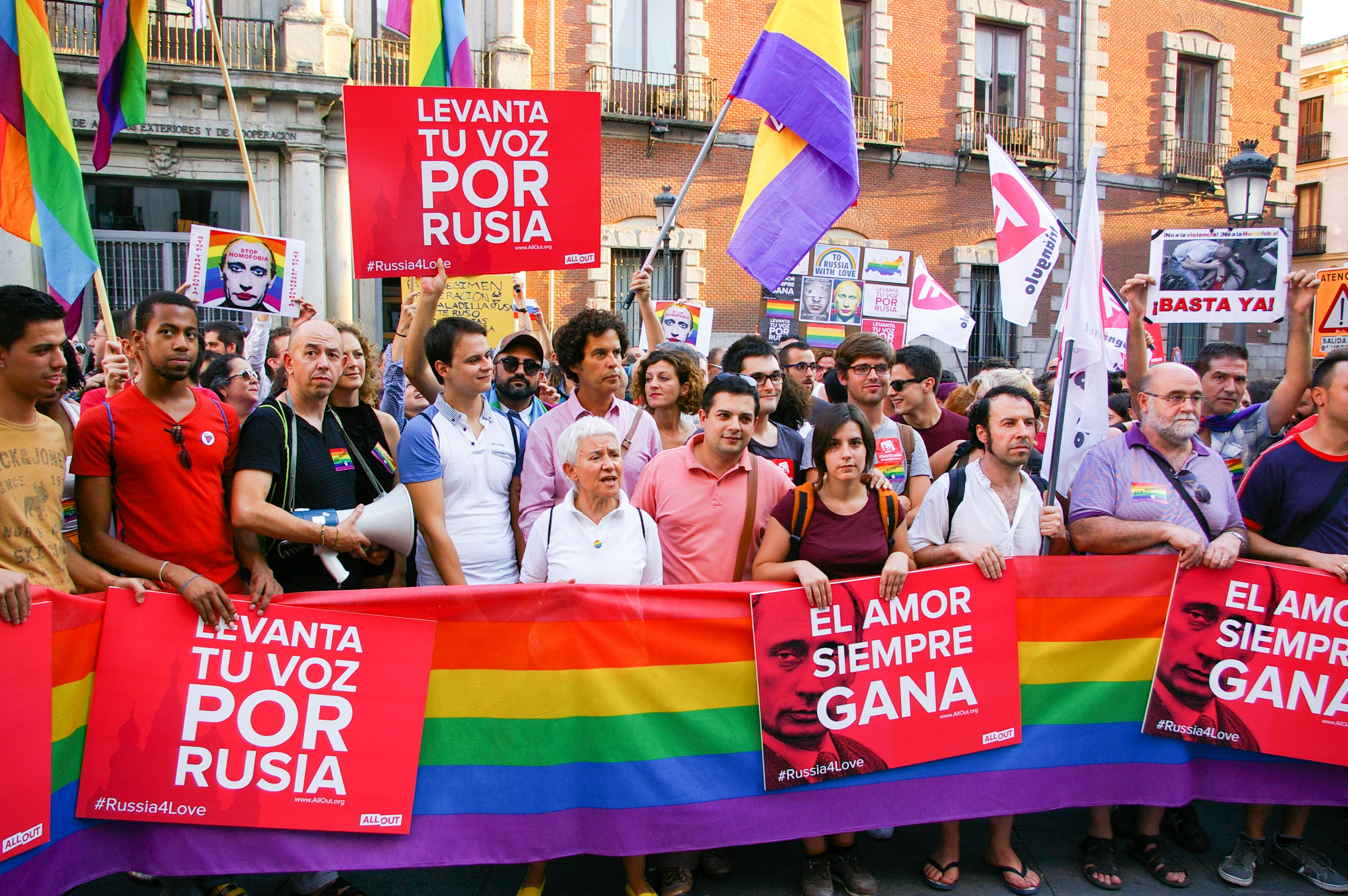
Protesta a Madrid per l'omofobia russa

Un numero notevole di proteste è stato tenuto contro la legge, sia a livello locale che internazionale. Gli attivisti hanno manifestato al di fuori del Lincoln Center di New York nella serata inaugurale del Metropolitan Opera del 23 settembre 2013, che prevedeva l'opera di Cajkovskij. Le proteste hanno riguardato la stessa omosessualità di Cajkovskij e il coinvolgimento di due russi nella produzione; il soprano Anna Netrebko e il direttore d'orchestra Valery Gergiev, in quanto identificati come sostenitori del governo di Putin.
Il 12 ottobre 2013, il giorno successivo al National Coming Out Day, a San Pietroburgo è stata organizzata una protesta da almeno 15 attivisti. Il sito di protesta era occupato da un gran numero di manifestanti, alcuni dei quali erano vestiti da sacerdoti e cosacchi ortodossi russi. In totale, 67 manifestanti sono stati arrestati per aver creato un disturbo pubblico.
Gli attivisti hanno anche chiesto il boicottaggio della vodka Stolichnaya. Tuttavia, la sua società madre lussemburghese, Soiuzplodoimport, ha risposto allo sforzo di boicottaggio, sottolineando che la società non era tecnicamente russa, non ha sostenuto l'opinione del governo sull'omosessualità e si è definita "fervente sostenitrice e amica" delle persone LGBT.

### Proposte di leggi simili in Kirghizistan
Nel 2014, una proposta di legge sul modello della legge anti-gay russa è stata proposta nel parlamento del Kirghizistan; la misura, che "ha attirato molte critiche da parte di molteplici gruppi per i diritti, i governi, il Consiglio per i diritti umani delle Nazioni Unite e il Parlamento europeo", prevedeva pene ancora più severe rispetto alla legge russa. Il progetto di legge ha superato le sue prime due letture con ampi margini (79-7 e poi 90-2), ma è fallito dopo che due degli sponsor principali della legislazione non hanno vinto la rielezione. Nel 2016, la legislazione è stata nuovamente sollevata in parlamento, ma è stata trattenuta in sottocommissione.

### Leggi e regolamenti simili nella Repubblica popolare cinese
Nel dicembre 2015, l'amministrazione statale della stampa, della pubblicazione, della radio, del cinema e della televisione (SARFT) della Repubblica popolare cinese ha annunciato una nuova regola che vietava qualsiasi programma televisivo e film che descrivesse "relazioni sessuali non morali compresa l'omosessualità". Come risultato di questa nuova regola, molte serie televisive web popolari come Addicted (serie web) e Go Princess Go sono state immediatamente eliminate. I servizi di streaming online tra cui LETV e Tencent Video hanno seguito la nuova regola eliminando o censurando le serie Web con personaggi LGBT.
Nel marzo 2018, il film vincitore di un Oscar Chiamami col tuo nome è stato eliminato dalla formazione del Festival Internazionale del Cinema di Pechino. È stato ipotizzato che l'organizzatore di questo festival fosse sotto pressione per non mostrare il film.
Il 14 aprile 2018, Sina Weibo, l'equivalente di Twitter in Cina, ha annunciato un giro di vite sui contenuti LGBT, come previsto dalla legge cinese sulla sicurezza di Internet e da altri regolamenti governativi. A causa delle proteste degli utenti l'idea è stata abbandonata.

### Persecuzioni e altri effetti
Il primo arresto compiuto sotto la legge di propaganda si è verificato poche ore dopo la sua approvazione: l'attivista 24enne Dmitrij Isakov è stato arrestato a Kazan per aver tenuto in pubblico un cartello con la scritta "Libertà ai gay e alle lesbiche della Russia. Isakov aveva eseguito una protesta simile nella stessa posizione del giorno precedente come una "prova", ma in seguito è stato colto da un alterco con gli agenti di polizia che hanno preso di mira il suo attivismo pro-gay e lo hanno arrestato per imprecazione. Sarebbe stato liberato senza accusa, ma si è impegnato a tornare lì il giorno dopo per dimostrare che non si sarebbe lasciato intimidire da tale pressione. Isakov ha anche affermato di essere stato licenziato dal suo lavoro in una banca a seguito della condanna.
Nel dicembre 2013, Nikolay Alexeyev e Yaroslav Yevtushenko sono stati multati di 4.000 rubli per picchettaggio al di fuori di una biblioteca per bambini a Arkhangelsk con striscioni che riportavano "I gay non sono fatti, sono nati!" Il loro appello è stato negato. Più tardi Alexeyev ha criticato i media occidentali per la copertura "parziale" della sua condanna.
Nel gennaio 2014, Alexander Suturin, caporedattore del giornale Khabarovsk Molodoi Dalnevostochnik, è stato multato per 50.000 rubli per aver pubblicato una notizia che parlava dell'insegnante Alexander Yermoshkin, che era stato licenziato per aver tenuto un "arcobaleno" mob "a Khabarovsk con i suoi studenti e successivamente è stato attaccato da gruppi estremisti di destra a causa della sua sessualità. La multa era incentrata su una citazione nell'articolo del docente, che affermava che la sua stessa esistenza era "la prova effettiva che l'omosessualità è normale".

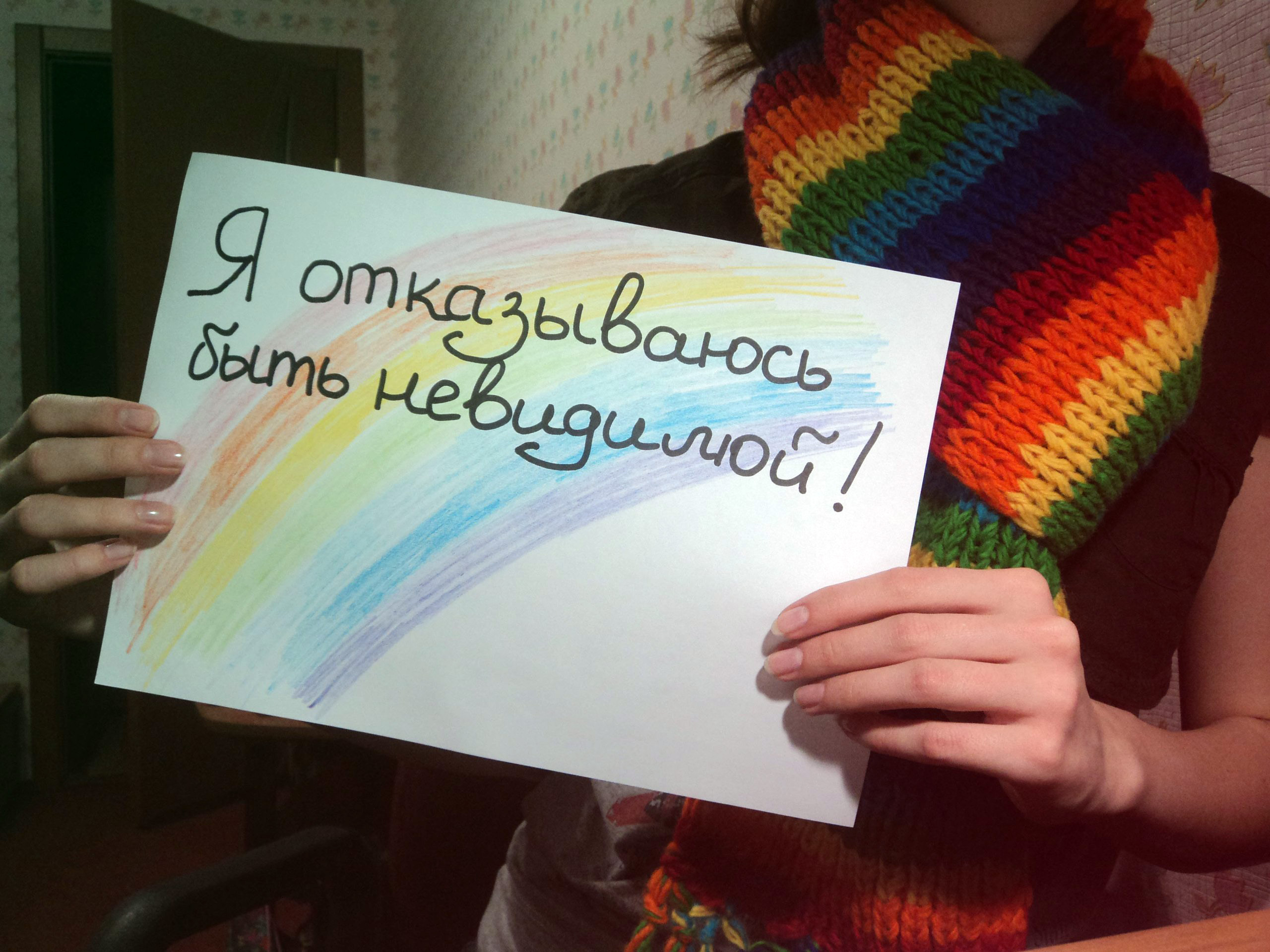
Lo slogan del progetto "Children-404"

Elena Klimova è stata più volte incaricata di gestire Children-404, un gruppo di supporto online per giovani LGBT sui servizi di social networking VKontakte e Facebook. La prima di queste accuse è stata annullata nel febbraio 2014, dopo che un tribunale aveva stabilito, in consultazione con un professionista della salute mentale, che il gruppo "aiuta gli adolescenti ad esplorare la loro sessualità per affrontare problemi emotivi difficili e altri problemi che possono incontrare" e che queste attività non costituivano "propaganda di rapporti sessuali non tradizionali" come definiti dalla legge. Nel gennaio 2015, Klimova è stata portata in tribunale per le stesse accuse. La sentenza è stata ribaltata in appello, condannando Kilmova a una multa di 50.000 rubli, in attesa di un ricorso.
Nel novembre 2014, un giorno dopo che Tim Cook, CEO di Apple Inc., ha annunciato pubblicamente di essere orgoglioso di essere gay, è stato riferito che un memoriale a forma di iPhone che onorava il suo defunto cofondatore Steve Jobs era stato rimosso da un campus universitario di San Pietroburgo dal suo installatore, l'Unione finanziaria dell'Europa occidentale [ZEFS]. È stato affermato che il memoriale è stato rimosso a causa della legge perché si trovava in una zona frequentata da minori. Nel settembre 2015, Apple è stata oggetto di un'indagine da parte dei funzionari di Kirov per l'implementazione di emoji sui suoi sistemi operativi che descrivono relazioni tra persone dello stesso sesso, a prescindere dal fatto che possano costituire una promozione di rapporti sessuali non tradizionali con minori. In seguito Roskomnadzor ha stabilito che le emoji che raffigurano le coppie dello stesso sesso non costituivano una violazione della legge sulla propaganda, poiché la loro connotazione positiva o negativa dipende dal loro contesto e utilizzo effettivo.
Nel marzo 2018, Roskomnadzor ha bloccato l'accesso all'interno della nazione a un importante sito web per la comunità LGBT russa (Gay.ru), per aver violato la legge sulla propaganda gay.
Nel gennaio del 2023, la casa editrice Popcorn Books è stata denunciata dal deputato Aleksandr Khinshtein, del partito al potere Russia Unita, per aver pubblicato il romanzo Un'estate col fazzoletto da pionieri (2021); si è trattato della prima applicazione della nuova legge contro la propaganda omosessuale approvata nel dicembre 2022.

### Effetti sui videogiochi
Nel maggio 2014 è stato rivelato che, in conformità con la legge sulla propaganda, il gioco per computer The Sims 4 che ha permesso ai personaggi di partecipare alle relazioni tra persone dello stesso sesso, era stato dato, in Russia, un rating "18+", limitando la sua vendita solo agli adulti. Al contrario, il comitato di valutazione paneuropeo PEGI ha valutato storicamente i giochi di The Sims come adatti a chi ha 12 anni o più.
A dicembre 2016, il videogioco FIFA 17 è stato preso di mira dal Cremlino per un evento che consentiva agli utenti di ottenere lacci arcobaleno per i loro calciatori virtuali, a sostegno di una campagna di difesa pro-LGBT sostenuta dall'inglese Premier League. La parlamentare Irina Rodnina ha dichiarato che le autorità competenti dovevano "verificare la possibilità di distribuire questo gioco sul territorio della Federazione Russa".
A dicembre 2016, Blizzard Entertainment ha creato un fumetto per il suo gioco Overwatch in cui il personaggio Tracer, che è stato confermato essere lesbica, bacia un'altra donna. Tale fumetto digitale è stato bloccato nel territorio russo.